# Fi1 Hydrae
Fi1 Hydrae (φ1 Hydrae, förkortat Fi1 Hya, φ1 Hya)  är en ensam stjärna belägen i den mellersta delen av stjärnbilden Vattenormen. Den har en skenbar magnitud på 7,61 och är för svag för att vara synlig för blotta ögat. Baserat på parallaxmätning inom Hipparcosuppdraget på ca 13,6 mas, beräknas den befinna sig på ett avstånd på ca 240 ljusår (ca 73 parsek) från solen. Den rör sig längre bort från solen med en radiell hastighet på +15,8 km/s.

## Egenskaper
Fi1 Hydrae är en gul till vit stjärna i huvudserien av spektralklass G2 V. Den är en solliknande stjärna men har en beräknad massa som är omkring 30 procent större än solens massa och en radie som är omkring dubbelt så stor som solens. Den utsänder från dess fotosfär ca 4,4 gånger mera energi än solen vid en effektiv temperatur av ca 6 000 K.